# 533.º Grupo de Defensa Aérea
El 533-.º Grupo de Defensa Aérea es una unidad desactivada de la Fuerza Aérea de los Estados Unidos. Su última asignación fue con la 27.ª División Aérea, estacionada en la Base Aérea de Oxnard, California. Fue desactivada el 18 de agosto de 1955. El grupo fue originalmente activado como una unidad de apoyo para el 438.º Grupo de Bombardeo al final de la Segunda Guerra Mundial en Italia. El grupo fue reactivado nuevamente en 1953, cuando el ADC (Aerospace Defense Command; Comando de Defensa Aeroespacial, en inglés) transfirió su misión, equipo y personal al 414.º Grupo de Caza en un proyecto que reemplazaba a los grupos de defensa aérea que mandaban a los escuadrones de caza, por grupos de caza con historiales de combate distinguidos durante la Segunda Guerra Mundial.

## Historia

### Segunda Guerra Mundial
El grupo fue activado como el 533.º Grupo de Servicio Aéreo poco después del Día de la Victoria en Europa en una reorganización de los grupos de apoyo de las Fuerzas Aéreas del Ejército de los Estados Unidos, donde éstas reemplazaron los Grupos de Servicio que incluían personal de otras ramas del Ejército y apoyaban a dos grupos de combate con Grupos de Servicio Aéreo que solamente incluían unidades del Cuerpo Aéreo. Fue designado a apoyar a un solo grupo de combate. Su 959.º Escuadrón de Ingeniería Aérea proveía mantenimiento que estaba fuera de las capacidades del grupo de combate, su 783.º Escuadrón de Material Aéreo transportaba todos los suministros, mientras que su Escuadrón de Servicios para Cuarteles Generales y Bases ofrecía apoyo diverso. En 1945, el 533.º apoyó al 438.º Grupo de Bombardeo en Italia hasta que fue desactivado en el otoño. El grupo fue disuelto en 1948.

### Guerra Fría
El grupo fue reconstituido y redesignado como 533º Grupo de Defensa Aérea, siendo activado en la Base Aérea de Oxnard en 1953 y respondiendo por la defensa aérea del sur de California.[cita requerida] Asignado al 354.º Escuadrón de Caza, que ya estaba estacionado en Oxnard y volaba F-51 Mustang de la Segunda Guerra Mundial como su principal componente operativo. El 354.º Escuadrón de Caza fue directamente asignado a la 27.ª División Aérea. Éste actualizó sus aviones con F-94 Starfire en julio de 1953. El grupo también reemplazó al 90.º Escuadrón de Base Aérea como unidad de la Fuerza Aérea de Estados Unidos ubicada en la Base Aérea de Oxnard. Al grupo se le asignaron tres escuadrones para desempeñar sus responsabilidades de apoyo.
El 533º Grupo de Defensa Aérea fue desactivado y reemplazado por el 414.º Grupo de Caza en 1955 como parte del Proyecto Arrow del Comando de Defensa Aeroespacial, que había sido diseñado para reactivar las unidades de caza con historiales de combate notorios en ambas guerras mundiales. El grupo fue finalmente disuelto en 1984.

## Linaje
- Activada como 533.º Grupo de Servicio Aéreo el 28 de mayo de 1945

Desactivada el 25 de septiembre de 1945
Disuelta el 8 de octubre de 1948
- Reconstituida y redesignada como 533.º Grupo de Defensa Aérea el 21 de enero de 1953

Activada el 16 de febrero de 1953
Desactivada el 18 de agosto de 1955
Disuelta el 27 de septiembre de 1984

### Asignaciones
- Desconocida, 28 de mayo de 1945 - 25 de septiembre de 1945 (probablemente el Comando de Servicio Aéreo para el Teatro de Operaciones del Mediterráneo)
- 27ª División Aérea, 16 de febrero de 1953 - 18 de agosto de 1955[4]

### Bases
- Sterperone, Italia, 28 de mayo de 1945 - mayo de 1945[2]
- Pisa, Italia, mayo de 1945 - 25 de septiembre de 1945[2]
- Base Aérea de Oxnard, California, 16 de febrero de 1953 - 18 de agosto de 1955

### Componentes
Escuadrón operativo
- 354º Escuadrón de Caza, 16 de febrero de 1953 - 18 de agosto de 1955[14]

Unidades de apoyo
- 533º Escuadrón de Base Aérea, 16 de febrero de 1953 - 18 de agosto de 1955
- 533º Escuadrón de Material, 16 de febrero de 1953 - 18 de agosto de 1955[8]
- 533º Escuadrón Médico (posteriormente 533.º Dispensario de la Fuerza Aérea),[9] 16 de febrero de 1953 - 18 de agosto de 1955
- 783º Escuadrón de Material Aéreo, 28 de mayo de 1945 - 25 de septiembre de 1945
- 959º Escuadrón de Ingeniería Aérea, 28 de mayo de 1945 - 25 de septiembre de 1945

### Aeronaves
- F-51D (1953)
- F-94C (1953-1955)